# Шалштат
Шалштат (њем. Schallstadt) општина је у њемачкој савезној држави Баден-Виртемберг. Једно је од 50 општинских средишта округа Брајсгау-Хохшварцвалд. Према процјени из 2010. у општини је живјело 5.970 становника. Посједује регионалну шифру (AGS) 8315098.

## Географски и демографски подаци
Шалштат се налази у савезној држави Баден-Виртемберг у округу Брајсгау-Хохшварцвалд. Општина се налази на надморској висини од 240 метара. Површина општине износи 19,6 km². У самом мјесту је, према процјени из 2010. године, живјело 5.970 становника. Просјечна густина становништва износи 305 становника/km².

## Међународна сарадња
| Мјесто | Држава  | Врста сарадње | Од    |
| ------ | ------- | ------------- | ----- |
| Роза   | Италија | партнерство   | 1992. |
| Извор  |         |               |       |